# 13.ª etapa do Giro d'Italia de 2023
A 13.ª etapa do Giro d'Italia de 2023 teve lugar a 19 de maio de 2023 e consistiu numa etapa em linha com início na localidade de Borgofranco d'Ivrea e final na estação de esqui de Crans-Montana sobre um percurso de 74 km. Esta foi vencida pelo colombiano Einer Rubio da equipa Movistar Team, enquanto o britânico Geraint Thomas conseguiu manter a liderança.

## Classificação da etapa
| Borgofranco d'Ivrea - Crans-Montana | alta montanha | (74,6 km) |

| \| Classificação por etapas \| Classificação por etapas \| Classificação por etapas \| Classificação por etapas \| Classificação por etapas \| \| Ciclista \| Ciclista \| Equipe \| Tempo \| \| \| ------------------------ \| ------------------------ \| ------------------------ \| ------------------------ \| ------------------------ \| \| 1. \| Einer Rubio \| Movistar Team \| 2h16m23s \| \| \| 2. \| Thibaut Pinot \| Groupama-FDJ \| + 6s \| \| \| 3. \| Alexander Cepeda \| EF Education-EasyPost \| + 12s \| \| \| 4. \| Derek Gee \| Israel-Premier Tech \| + 1m01s \| \| \| 5. \| Valentin Paret-Peintre \| AG2R Citroën Team \| + 1m29s \| \| \| 6. \| Hugh Carthy \| EF Education-EasyPost \| + 1m29s \| \| \| 7. \| João Almeida \| UAE Team Emirates \| + 1m35s \| \| \| 8. \| Edward Dunbar \| Team Jayco AlUla \| + 1m35s \| \| \| 9. \| Geraint Thomas \| Ineos Grenadiers \| + 1m35s \| \| \| 10. \| Primož Roglič \| Jumbo-Visma \| + 1m35s \| \| |                        |                       |          |
| |                        |                       |          |
| Fonte: ProCyclingStats |                        |                       |          |
| Classificação por etapas |                        |                       |          |
| Ciclista | Ciclista               | Equipe                | Tempo    |
| 1. | Einer Rubio            | Movistar Team         | 2h16m23s |
| 2. | Thibaut Pinot          | Groupama-FDJ          | + 6s     |
| 3. | Alexander Cepeda       | EF Education-EasyPost | + 12s    |
| 4. | Derek Gee              | Israel-Premier Tech   | + 1m01s  |
| 5. | Valentin Paret-Peintre | AG2R Citroën Team     | + 1m29s  |
| 6. | Hugh Carthy            | EF Education-EasyPost | + 1m29s  |
| 7. | João Almeida           | UAE Team Emirates     | + 1m35s  |
| 8. | Edward Dunbar          | Team Jayco AlUla      | + 1m35s  |
| 9. | Geraint Thomas         | Ineos Grenadiers      | + 1m35s  |
| 10. | Primož Roglič          | Jumbo-Visma           | + 1m35s  |

## Classificações ao final da etapa

### Classificação geral(Maglia Rosa)
| \| Classificação geral \| Classificação geral \| Classificação geral \| Classificação geral \| Classificação geral \| \| Ciclista \| Ciclista \| Equipe \| Tempo \| \| \| ------------------- \| ------------------- \| ------------------- \| ------------------- \| ------------------- \| \| 1. \| Geraint Thomas \| Ineos Grenadiers \| 51h20m01s \| \| \| 2. \| Primož Roglič \| Jumbo-Visma \| + 2s \| \| \| 3. \| João Almeida \| UAE Team Emirates \| + 22s \| \| \| 4. \| Andreas Leknessund \| Team DSM \| + 42s \| \| \| 5. \| Damiano Caruso \| Bahrain Victorious \| + 1m28s \| \| \| 6. \| Lennard Kämna \| Bora-Hansgrohe \| + 1m52s \| \| \| 7. \| Edward Dunbar \| Team Jayco AlUla \| + 2m32s \| \| \| 8. \| Thymen Arensman \| Ineos Grenadiers \| + 2m45s \| \| \| 9. \| Laurens De Plus \| Ineos Grenadiers \| + 3m08s \| \| \| 10. \| Thibaut Pinot \| Groupama-FDJ \| + 3m13s \| \| |                    |                    |           |
| |                    |                    |           |
| Fonte: ProCyclingStats |                    |                    |           |
| Classificação geral |                    |                    |           |
| Ciclista | Ciclista           | Equipe             | Tempo     |
| 1. | Geraint Thomas     | Ineos Grenadiers   | 51h20m01s |
| 2. | Primož Roglič      | Jumbo-Visma        | + 2s      |
| 3. | João Almeida       | UAE Team Emirates  | + 22s     |
| 4. | Andreas Leknessund | Team DSM           | + 42s     |
| 5. | Damiano Caruso     | Bahrain Victorious | + 1m28s   |
| 6. | Lennard Kämna      | Bora-Hansgrohe     | + 1m52s   |
| 7. | Edward Dunbar      | Team Jayco AlUla   | + 2m32s   |
| 8. | Thymen Arensman    | Ineos Grenadiers   | + 2m45s   |
| 9. | Laurens De Plus    | Ineos Grenadiers   | + 3m08s   |
| 10. | Thibaut Pinot      | Groupama-FDJ       | + 3m13s   |

### Classificação por pontos(Maglia Ciclamino)
| Classificação por pontos | Classificação por pontos | Classificação por pontos | Classificação por pontos | Classificação por pontos |
| Ciclista                 | Ciclista                 | Equipe                   | Pontos                   |                          |
| ------------------------ | ------------------------ | ------------------------ | ------------------------ | ------------------------ |
| 1.                       | Jonathan Milan           | Bahrain Victorious       | 164 pts                  |                          |
| 2.                       | Pascal Ackermann         | UAE Team Emirates        | 88 pts                   |                          |
| 3.                       | Derek Gee                | Israel-Premier Tech      | 71 pts                   |                          |
| 4.                       | Michael Matthews         | Team Jayco AlUla         | 68 pts                   |                          |
| 5.                       | Magnus Cort              | EF Education-EasyPost    | 56 pts                   |                          |
| 6.                       | Toms Skujiņš             | Trek-Segafredo           | 51 pts                   |                          |
| 7.                       | Mark Cavendish           | Astana Qazaqstan Team    | 51 pts                   |                          |
| 8.                       | Vincenzo Albanese        | Eolo-Kometa              | 44 pts                   |                          |
| 9.                       | Davide Bais              | Eolo-Kometa              | 39 pts                   |                          |
| 10.                      | Alessandro De Marchi     | Team Jayco AlUla         | 37 pts                   |                          |

### Classificação da montanha(Maglia Azzurra)
| Classificação da montanha | Classificação da montanha | Classificação da montanha  | Classificação da montanha | Classificação da montanha |
| Ciclista                  | Ciclista                  | Equipe                     | Pontos                    |                           |
| ------------------------- | ------------------------- | -------------------------- | ------------------------- | ------------------------- |
| 1.                        | Thibaut Pinot             | Groupama-FDJ               | 114 pts                   |                           |
| 2.                        | Davide Bais               | Eolo-Kometa                | 104 pts                   |                           |
| 3.                        | Einer Rubio               | Movistar Team              | 68 pts                    |                           |
| 4.                        | Karel Vacek               | Team Corratec-Selle Italia | 36 pts                    |                           |
| 5.                        | Derek Gee                 | Israel-Premier Tech        | 31 pts                    |                           |
| 6.                        | Toms Skujiņš              | Trek-Segafredo             | 30 pts                    |                           |
| 7.                        | Amanuel Gebrezgabihier    | Trek-Segafredo             | 30 pts                    |                           |
| 8.                        | Alexander Cepeda          | EF Education-EasyPost      | 25 pts                    |                           |
| 9.                        | Ben Healy                 | EF Education-EasyPost      | 24 pts                    |                           |
| 10.                       | Aurélien Paret-Peintre    | AG2R Citroën Team          | 22 pts                    |                           |

### Classificação dos jovens(Maglia Bianca)
| Classificação dos jovens | Classificação dos jovens | Classificação dos jovens | Classificação dos jovens | Classificação dos jovens |
| Ciclista                 | Ciclista                 | Equipe                   | Tempo                    |                          |
| ------------------------ | ------------------------ | ------------------------ | ------------------------ | ------------------------ |
| 1.                       | João Almeida             | UAE Team Emirates        | 51h20m23s                |                          |
| 2.                       | Andreas Leknessund       | Team DSM                 | + 20s                    |                          |
| 3.                       | Thymen Arensman          | Ineos Grenadiers         | + 2m23s                  |                          |
| 4.                       | Santiago Buitrago        | Bahrain Victorious       | + 4m50s                  |                          |
| 5.                       | Ilan Van Wilder          | Soudal Quick-Step        | + 6m02s                  |                          |
| 6.                       | Einer Rubio              | Movistar Team            | + 9m01s                  |                          |
| 7.                       | Alexander Cepeda         | EF Education-EasyPost    | + 11m56s                 |                          |
| 8.                       | Valentin Paret-Peintre   | AG2R Citroën Team        | + 22m47s                 |                          |
| 9.                       | Laurens Huys             | Intermarché-Circus-Wanty | + 23m46s                 |                          |
| 10.                      | Filippo Zana             | Team Jayco AlUla         | + 27m10s                 |                          |

### Classificação por equipas"Super team"
| Classificação por equipes | Classificação por equipes | Classificação por equipes | Classificação por equipes |
| Equipe                    | Equipe                    | Tempo                     |                           |
| ------------------------- | ------------------------- | ------------------------- | ------------------------- |
| 1.                        | Jumbo-Visma               | 153h56m55s                |                           |
| 2.                        | Ineos Grenadiers          | + 4m02s                   |                           |
| 3.                        | Bahrain Victorious        | + 9m15s                   |                           |
| 4.                        | UAE Team Emirates         | + 12m08s                  |                           |
| 5.                        | EF Education-EasyPost     | + 21m27s                  |                           |
| 6.                        | Bora-Hansgrohe            | + 23m45s                  |                           |
| 7.                        | Israel-Premier Tech       | + 35m36s                  |                           |
| 8.                        | Astana Qazaqstan Team     | + 40m47s                  |                           |
| 9.                        | AG2R Citroën Team         | + 51m08s                  |                           |
| 10.                       | Groupama-FDJ              | + 56m51s                  |                           |

## Abandonos
- Mads Pedersen (Trek-Segafredo) não tomou a saída.